# 費爾維尤鎮區 (堪薩斯州傑佛遜縣)
費爾維尤鎮區（英語：Fairview Township）為美國堪薩斯州傑佛遜縣轄下的鎮區。2010年美国人口普查中此鎮區人口有1,699人。

## 地理
費爾維尤鎮區涵蓋總面積為90.2平方（34.83平方英里），其中陸地面積為70.0平方（27.02平方英里），水域面積為20.2平方（7.81平方英里）或22.42%。海拔高度321（1,053英尺）。

## 人口統計
根據2010年美國人口普查，費爾維尤鎮區人口有1,699人，其中男性有914人，女性有785人，人口密度為每平方公里18.84人，住房計831戶。鎮區內的白人有1,615人，非裔美國人有12人，美洲原住民有10人，亞裔美國人有2人，太平洋島裔美國人有2人，其他種族有5人，混血種族則有53人。此外鎮區內有31人為西班牙裔或拉丁裔美國人。此鎮區之年齡中位數為45.0歲，而男性年齡中位數為45.1歲，女性年齡中位數為44.9歲。